# John Bruce Jessen
John Bruce Jessen (* 28. Juli 1949) (Pseudonym: Hammond Dunbar) ist einer der US-amerikanischen Air-Force-Psychologen, die das CIA-Folterprogramm der Bush-Regierung entwickelten.
Nach seiner Pensionierung schlossen er und sein Geschäftspartner James Mitchell 2002  mit der CIA einen Vertrag über die Entwicklung des umstrittenen Verhörprogramms „Enhanced Interrogation Techniques“ (Verschärften Verhörtechniken) – einschließlich der Anwendung von Foltermaßnahmen an CIA-Gefangenen. Die beiden hatten zuvor nie an Verhören auch nur teilgenommen. Deshalb kopierten sie in ihrem Konzept nahezu Wort für Wort das militärische Trainingsprogramm SERE 1, das wiederum an nordkoreanische Foltermethoden angelehnt war. Das gemeinsame Unternehmen von Jessen und Mitchell beschäftigte zeitweise bis zu 60 Angestellte und soll 81 Millionen US-Dollar durch diese Arbeit erwirtschaftet haben.
Die entwickelten Techniken wurden vom United States Senate Select Committee on Intelligence als Folter bewertet.
Am 15. Oktober 2012 ernannte die Erste Präsidentschaft der  Mormonen Jessen zum Bischof der 6. Gemeinde von Spokane. Aufgrund vielfältiger Proteste trat er später von dem Amt zurück.
2017 reichte die Bürgerrechtsorganisation ACLU Klage gegen Jessen ein wegen der Misshandlung von Terrorverdächtigen in Geheimgefängnissen der CIA. Der Prozess soll im September 2017 starten, wie ein Bundesgericht im Bundesstaat Washington entschied.